# Igreja de Nossa Senhora do Carmo (São João del-Rei)
A Igreja de Nossa Senhora do Carmo localiza-se no Largo do Carmo da cidade de São João del-Rei, no estado brasileiro de Minas Gerais. É uma das principais igrejas coloniais da cidade.
Erguida na fase áurea do rococó, a igreja traz inovações do estilo: a portada ricamente decorada por elementos escultóricos e as torres octogonais ligeiramente recuadas do plano da fachada.
O interior apresenta obra de talha de magnífica execução, mas sem o douramento comum às igrejas coloniais mineiras. No consistório há um conjunto de mesa com oito pés e cadeiras de alto espaldar em jacarandá, típico do período setecentista, atribuído ao artista Manuel Rodrigues Coelho, que realizou a capela-mor, os púlpitos e o medalhão do arco cruzeiro.
Na capela-mor há duas telas do pintor alemão Georg Grimm. Na nave central destaca-se uma imagem inacabada de Cristo sem braços.
Um bonito portão de ferro forjado emoldura a entrada do cemitério próximo à igreja.